# Puls
För andra betydelser, se Puls (olika betydelser).

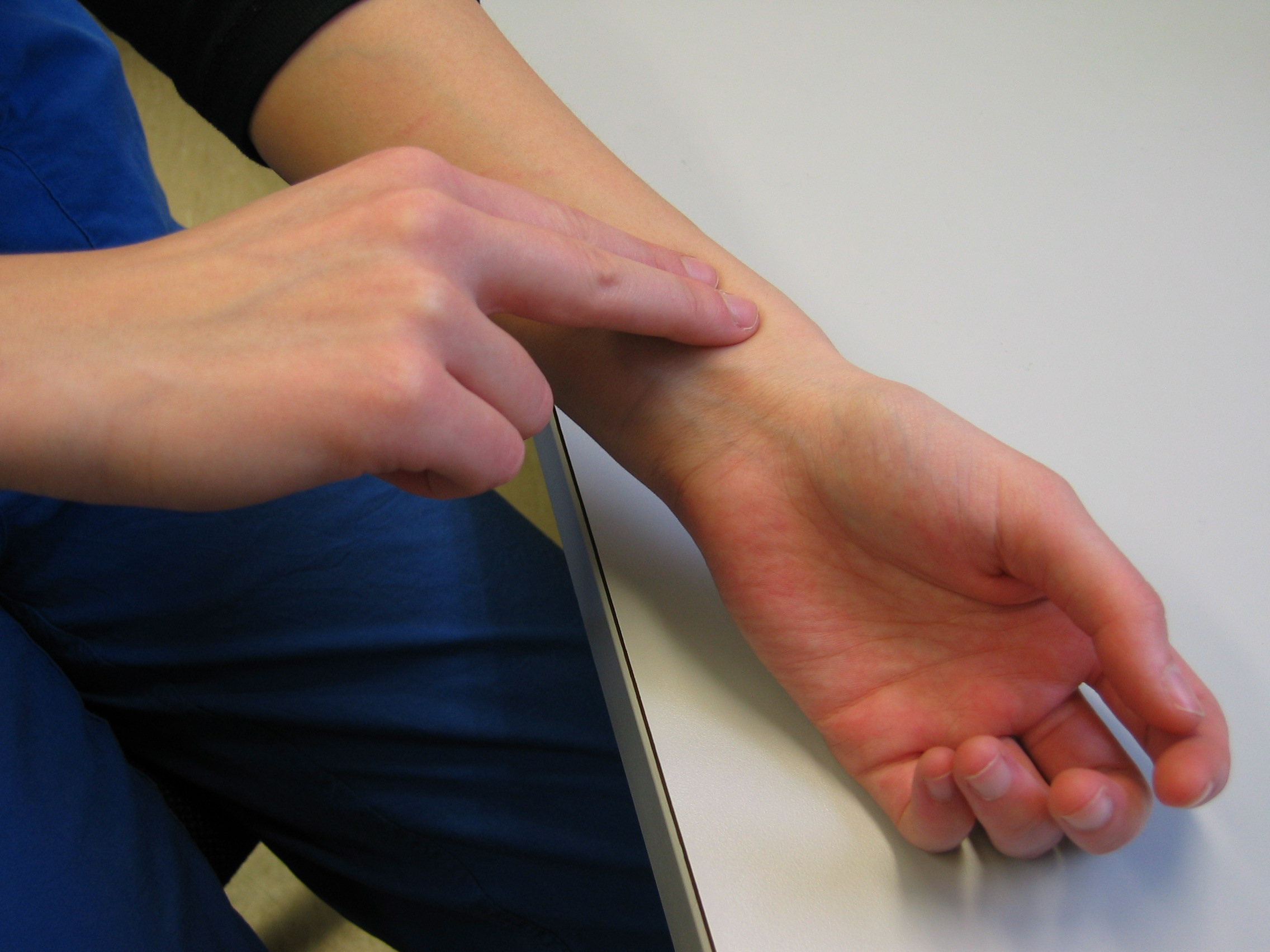
Pulsmätning vid arteria radialis.

Puls är hur hjärtats slag per minut visar sig i artärerna som dunkande blodvågor. Pulsen mäts om en person svimmar, vid misstanke om hjärt-kärlsjukdom och vid hälsokontroller. En vuxen persons pulshastighet i vila brukar ligga mellan 55 och 80 slag per minut, men barn kan ha mycket högre hastighet. Pulsen ska också vara jämn och rytmisk, och normalt stark.
Pulsen tas oftast genom att man med pek- och långfingrarna trycker mot en blodåder vid handleden eller halsen, och räknar antalet dunkningar i en minut. När man tar pulsen bedöms också rytmens regelbundenhet och kraft. Pulshastigheten mäts för att uppskatta hjärtats pumpförmåga, antingen i vila eller under ansträngning. Pulshastigheten varierar normalt sett mycket beroende på graden av både fysisk och psykisk ansträngning, och beroende på personens ålder, men kan också påvisa hjärtproblem som kräver sjukhusvård. Pulsens regelbundenhet visar om man lider av arytmier eller har extraslag. Pulsens kraft visar på pulstrycket.
Det finns pulsmätare av olika slag. En vanlig variant av pulsmätare är pulsklockor som kan fästas på handleden för en digital övervakning av puls. Vid konditionsträning används vanligen en pulsklocka med trådlös förbindelse till ett pulsband som är fäst runt bröstet.
Vid arytmier och kärlpåverkan är pulsmätningen otillräcklig för att bedöma hjärtats status. Hjärtats pumpförmåga måste då avgöras med stetoskop eller EKG. Att pulsen har färre slag än hjärtat kallas misofygmi.

## Vad som avgör pulsen
Hjärtslagen skapas av pacemakerceller, som är specialiserade hjärtmuskelceller som depolariseras spontant på grund av att de läcker in positiva natrium- och kaliumjoner. Denna spontana depolarisering sker med jämna intervall på ungefär 80–100 genererade pulsar per minut. Hjärtslagen påverkas av parasympatiska eller sympatiska nervsystemet, beroende på om kroppen eller psyket är i vila eller under ansträngning. Eftersom hjärtat pumpar ut blodet med dess hjärtslag i vågor, kan dessa blodvågor kännas i blodådrorna. Hur blodvågorna känns i en blodåder är personens puls.
Eftersom pulsen mäts på andra ställen på kroppen än hjärtat, kan pulsen påverkas av statusen på blodkärlen samt av blodtryck. Pulsen är därför inte exakt samma sak som hjärtslagen, även om det vanligen är en god uppskattning av detta.
Pulsen kan påverkas av faktorer som inte nödvändigtvis är kliniskt betydelsefullt. Pulsen ökar av nikotin och koffein. Alkohol ökar också pulsen, liksom alla andra centralstimulerande droger samt stresshormoner.

## Hur pulsen mäts

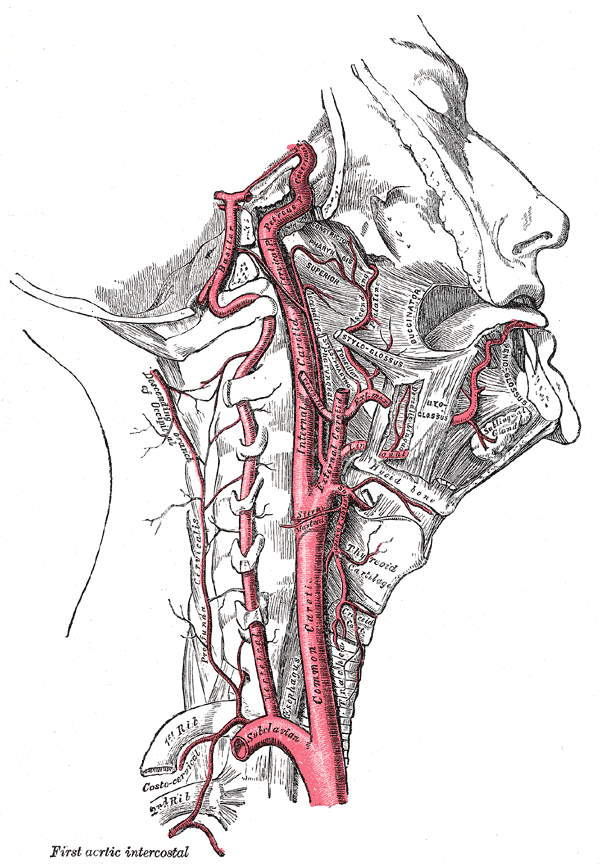
Halspulsåderns placering.

Pulsen kan mätas överallt på kroppen där den känns, med minst två fingrar, dock inte tumme eller lillfinger eftersom pulsen där ofta är tydlig och kan misstas för pulsen i kroppsdelen som undersöks. Vanligast är att pulsen mäts under en minut, med stoppur eller klocka med sekundvisare. Innan mätningen bör patienten vila i minst fem minuter, för att få fram vilopulsen, och bör ha undvikit nikotin, koffein och annat som kan påverka hjärtslagen i 30 minuter. Om det är ett akut läge tas dock pulsen omedelbart.
Vanligast är att mäta pulsen vid handleden precis under tummen, vid den så kallade arteria radialis. Vid lågt blodtryck kan emellertid pulsen vara svår att känna där. Ofta kan då pulsen kännas på insidan av armvecket, vid arteria brachialis. Pulsen kan också tas i ljumsken eller vristen, men vid dålig blodcirkulation eller lågt blodtryck kan även detta vara omöjligt.
Pulsen brukar också kännas extra tydligt vid halspulsådern på båda sidor om struphuvudet, men över sköldkörteln. Alltför långvarig, hård, eller ofta förekommande pulsmätning där kan dock minska blodflödet till hjärnan, och därför påverka hjärtat. Av samma orsak ska man inte mäta pulsen på båda halspulsådrorna samtidigt, utan endast en sida i taget.
För att testa cirkulationen kan pulsen tas både i handleden och halsen för att notera tidsskillnaden mellan slagen.
Trycket på ådern måste vara lagom lätt. Vid alltför hårt tryck försvinner pulsen.
Vid pulsmätning brukar också andra tillstånd kontrolleras, såsom färg på händerna (rodnande händer, bleka, marmorerade, cyanos), eventuell kallsvett, och temperaturen på händerna (kalla eller varma).

## Pulsens hastighet
Pulsens hastighet kan uppskattas i vila eller vid ansträngning. Pulsen visar dels på hjärtats pumpförmåga, dels kan den påverkas av fysisk och psykisk ansträngning, samt av t.ex. nikotin, koffein och vissa läkemedel som påverkar autonoma nervsystemet. Pulsen blir snabbare om personen är rädd eller stressad, till exempel vid misstanke om allvarlig sjukdom som föranleder pulsmätningen ifråga.
Vilopuls är pulsen när man vaknar eller när man har vilat under en längre tid. Vid långvarig konditionsträning sänks vilopulsen, och vid utebliven träning så ökar den. En vuxen människa brukar ha en vilopuls på 70–80 slag per minut, men vid stress kan den vara högre. Nyfödda kan ha en puls på 160, och barn under tio år kan ha en puls på 140 utan att det är onormalt, men ligger vilopulsen i övre normalområdet utan känd orsak kan det behöva utredas av sjukvården. Kvinnors vilopuls är ofta något högre än mäns.
Arbetspuls är den puls man har vid vardaglig kroppsansträngning. Den ligger någonstans emellan vilopuls och maxpuls, vanligen mellan 60 och 100 slag per minut.

### Onormal pulshastighet
Normalvärdena för en vuxen människas vilopuls är 55–80 slag per minut, för barn upp till 10 år 80–120 slag per minut, och för nyfödda 100–150 slag per minut. Om vilopulsen för en vuxen person överstiger 90 är pulsen hög och kan behöva utredas.
Gränsvärdena för hjärtrusning - takykardi - ligger dock på en vilopuls på över 100 slag per minut. Onormalt långsam puls kallas bradykardi. Båda tillstånden bör undersökas av läkare.
Hos en vuxen person räknas en vilopuls på över 100 slag per minut som takykardi, och under 50 som bradykardi. Båda tillstånden kan ge yrsel och svimningar. Om takykardi eller bradykardi uppkommer med andra symtom än pulshastigheten i sig, bör personen uppsöka sjukhus.

## Pulsens regelbundenhet

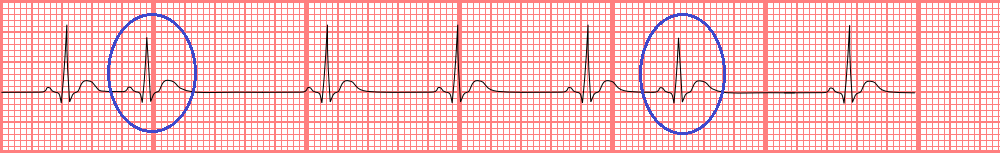
Regelbundenheten i pulsens rytm är viktigt att studera vid pulsmätning. Här ett EKG med extraslag från förmaket som yttrar sig i snabba hjärtslag som slår i otakt. Pulsstyrkan är däremot jämn.

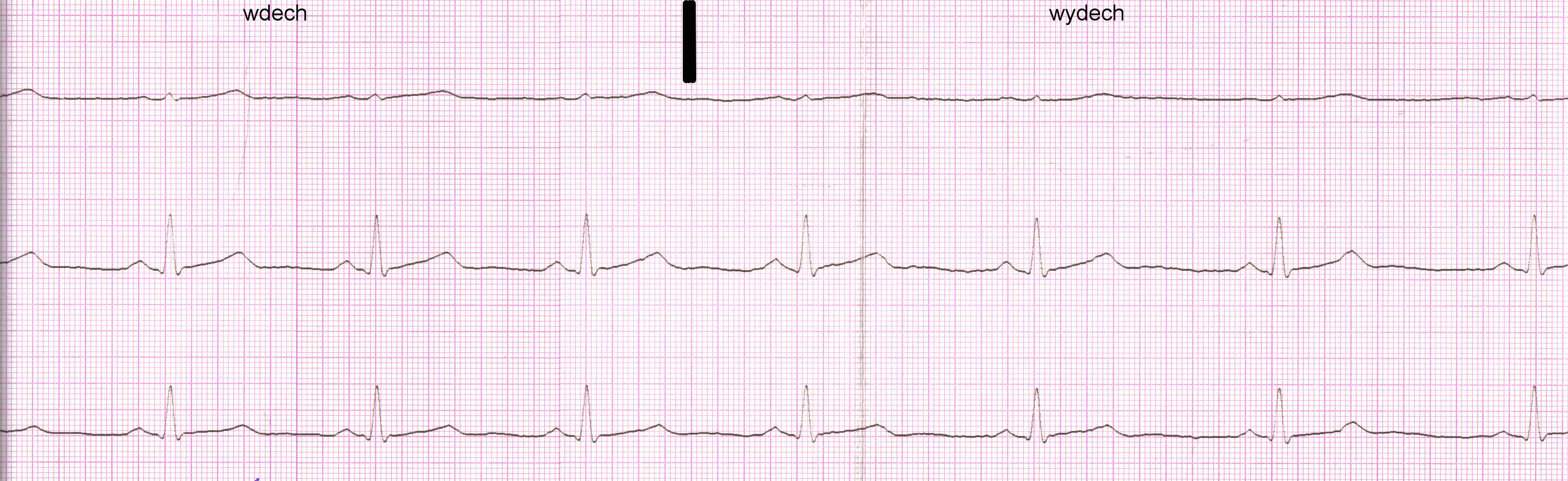
EKG som visar hjärtslagen hos en ung, frisk man. En hastig blick ger att pulsen är mycket jämn, men studeras kurvorna noggrannare så kan man se vissa avvikelser mellan hjärtslagen. Detta är normalt och kallas heart rate variability.

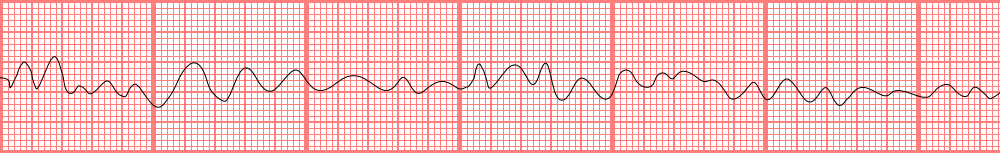
EKG med ett exempel på pulsen hos en person med ventrikelflimmer, som vid sidan av de hastiga slagen yttrar sig i ojämna slag både i tryck, längd och takt.

En normal puls varierar lite grand ifråga om intervallet mellan två slag (takten), pulsslaget utdragenhet (längd) och i fråga om tryck (slagstyrka). Detta kallas heart rate variability. Det är också vanligt och sällan farligt med ett enstaka extraslag av hjärtat, vilket kan visa sig vid pulsmätning genom att ett slag hoppar över. Nästa pulsvåg kan då vara extra stark. Om detta sker vid ansträngning kan personen behöva kontakta vårdcentralen. Om pulsen däremot är uppenbart oregelbunden under flera slag – inte slår i jämn takt – kan det tyda på hjärtsvikt, förmaksflimmer, eller någon annan hjärtsjukdom.
Extraslag kan också uppträda som pulsus bigeminus, vilket betyder att två pulsslag kommer tätt inpå varandra och följs av ett uppehåll. Också detta kan vara ofarligt, men det kan även vara ett sjukdomstecken. Om pulsen förändras vid in- och utandning kallas det sinusarytmi, vilket både kan uppkomma hos friska personer och vara ett sjukdomstecken. Hos barn och ungdomar är det vanligt att pulshastigheten ökar litet vid inandning, och minskar lite vid utandning, men skillnaden brukar minska med stigande ålder.

## Pulsslagens kvalitet
Själva pulsslagen har olika karaktär, som beror dels på hjärtats status, dels på eventuella motstånd i artärerna och andra förhållanden i kärlen. Dessa kan också undersökas, vilket sker lättast i halspulsådern. 
- pulsus alternans kallas tillståndet när ett pulsslags karaktär skiljer sig från ett annats, till exempel i tryck och längd
- pulsus magnus innebär en stor slagvolym i pulsen
- pulsus parvus innebär motsatsen, en liten puls
- pulsus tardus betyder att pulsen är trög
- pulsus durus att pulsen är hård
- pulsus mollis att pulsen är mjuk

## Pulstryck
Huvudartikel: Pulstryck
Pulsens styrka visar på skillnaden mellan trycket i artärerna när hjärtat fylls (diastole) och trycket när hjärtat pumpar ut (systole). Pulsen kan vara svag om hjärtat inte pumpar starkt, till exempel vid lågt blodtryck, eller om störningar av blodkärlen bromsar blodflödet, till exempel vid åderförkalkning.
Pulstrycket och pulshastigheten ökar vid upphetsning, träning, graviditet, giftstruma, feber och blodbrist. Vid medicinsk chock och hjärtsvikt brukar personen ha snabba och svaga hjärtslag.

## Pulsträning

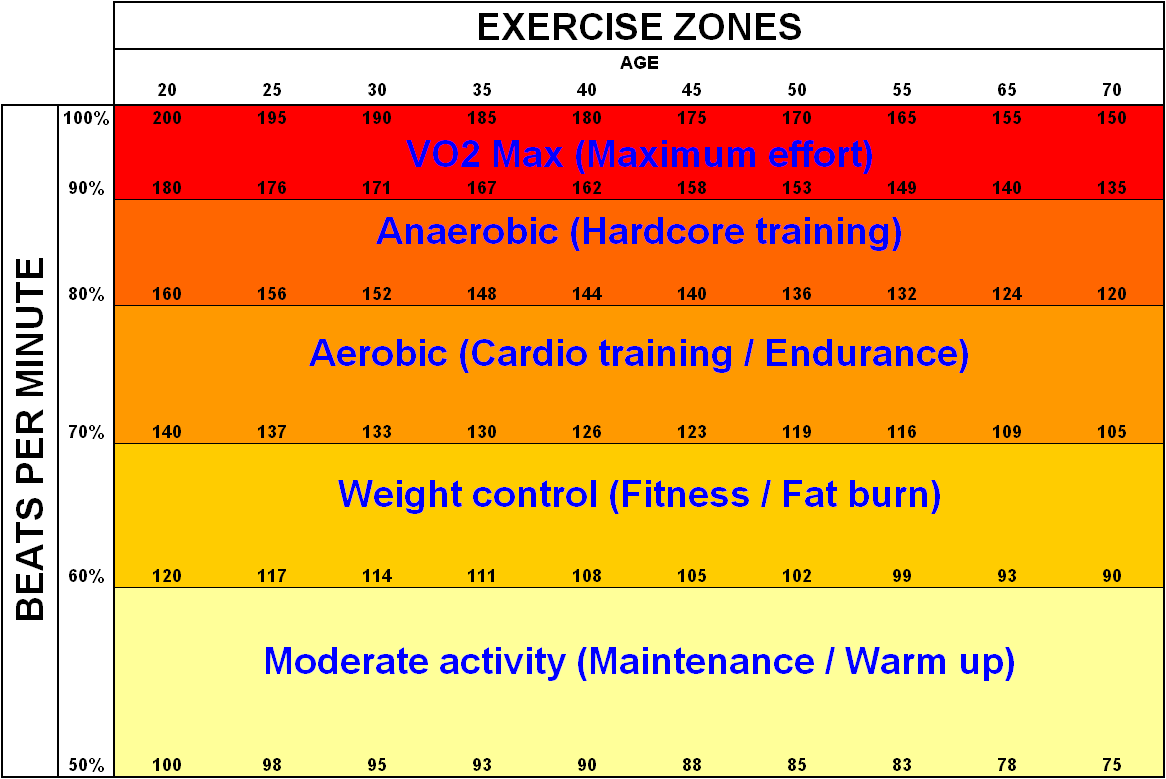
Träningszoner som bygger på formeln (Maxpuls = 220 - ålder) som togs fram av Haskel och Fox 1970 och som spridits via användning av pulsklockor, särskilt via Polar Electro.

Pulsträning innebär att man använder pulsen som referens vid sin konditionsträning. Det kan innebära att man ska hålla sig inom ett visst pulsintervall under en viss tid. För effektiv konditionsträning (anaerob träning) ska man hålla sig ungefär mellan 85 och 95 procent av sin maxpuls. Ska man springa långdistans bör man inte ligga så högt i puls, för att inte riskera att få mjölksyra och därmed inte orka hela distansen.
Vid en puls över 80 % av ens maxpuls produceras mer mjölksyra än kroppen kan omsätta då syresättningen inte tillgodoses, det betyder att man bara kan hålla den intensiteten under en viss tid. Den pulsnivå där kroppen kan omsätta lika mycket mjölksyra som produceras kallas för pulströskel eller ibland mjölksyratröskel. Vid 65–70 % av maxpulsen omsätter kroppen mjölksyra som effektivast. Därför brukar den här nivån användas som aktiv vila mellan intervaller när man tränar intervallträning.
Det här sättet att se på träning är idag något förlegat. Man talar mycket hellre om syreupptagningsförmåga som bara till viss del beror på hjärtfrekvensen. Gränsen för aerob förmåga ligger därför olika för olika personer och beror exempelvis på träningsgrad, lungkapacitet, genetik, hjärtats pumpförmåga, musklernas genomblödning men pulsen kan ge en grov uppskattning om hur intensiv träningen är och vara till hjälp för att lägga upp träningsprogram.   
Maxpuls är individens maximala puls vid en viss ansträngning. Maxpulsen används som referens av intensiteten i olika träningsprogram för konditionsträning. Med maxpuls menar man inte den absoluta maxpulsen, som förmodligen inte går att mäta upp på rimligt sätt, utan den högsta puls man kommer upp i en specifik gren. Maxpulsen är relaterad till vilken ansträngning man utsätter kroppen för. Maxpulsen kan inte påverkas genom träning utan man föds med en viss maxpuls som sedan sjunker med ca ett pulsslag varje år av ens liv. En vanlig uppskattning av ens maxpuls är 220 slag minus ens ålder.
Den maximala pulsen är genetiskt betingad och sjunker i regel med stigande ålder. För en vältränad person så sjunker maxpulsen långsammare än hos de som är otränade. Maxpulsen går inte att räkna fram men kan mätas med till exempel en pulsklocka som sparar pulsdata för senare analys. Vuxna personer har vanligen en maxpuls mellan 170 och 220 slag per minut. Den individuella skillnaden är stor.

## Puls hos däggdjur i allmänhet
Däggdjurs hjärtpuls har att göra med deras storlek. Till exempel har ett av de minsta däggdjuren, näbbmusen, en vilopuls på mer än 600 slag per minut. En elefant på cirka 3 ton har en vilopuls på ungefär 25 hjärtslag per minut.